# Sainte-Sévère
Sainte-Sévère è un comune francese di 546 abitanti situato nel dipartimento della Charente, nella regione della Nuova Aquitania.

## Società

### Evoluzione demografica
Abitanti censiti